# Festival de Cannes 1949
La troisième édition du Festival de Cannes a lieu du 2 au 17 septembre 1949. Elle se déroule pour la deuxième fois au tout nouveau Palais des Festivals dit Palais Croisette construit l'année précédente sur l'emplacement du Cercle nautique au 50 du boulevard de la Croisette, après s'être tenu lors de la première édition de 1946 au Casino municipal de Cannes.

## Jury de la compétition
- Georges Huisman, historien (France), président du jury
- Jules Romains, écrivain (France), président d'honneur
- Alexandre Kamenka, producteur (France), membre suppléant
- René Jeanne, critique (France)
- Carlo Rim, scénariste (France)
- Étienne Gilson, écrivain (France)
- Georges Charensol, critique (France)
- Georges Raguis, représentant officiel du Syndicat (France)
- Guy Desson, représentant officiel du Député (France), membre suppléant
- Jacques-Pierre Frogerais, producteur (France)
- Jean Benoit-Lévy, réalisateur (France), membre suppléant
- Madame Georges Bidault[1] (France)
- Paul Colin, artiste (France)
- Paul Gosset, écrivain (France)
- Paul Verneyras, représentant officiel du Député (France), membre suppléant
- Paul Weill, cinéphile (France), membre suppléant
- Roger Désormière, compositeur (France)

## Sélection officielle

### Compétition
La sélection officielle en compétition se compose de 30 films :
- Acte de violence (Act of Violence) de Fred Zinnemann
- Almafuerte de Luis César Amadori
- Le Droit de tuer (An Act of Murder) de Michael Gordon
- Au grand balcon de Henri Decoin
- Le Péché originel (Der Apfel ist ab) de Helmut Käutner
- La Chair (Der Ruf) de Josef von Báky
- Les Quadrilles multicolores (Die Buntkarierten) de Kurt Maetzig
- Un grand amour (Eine große Liebe) de Hans Bertram
- La Grande Maison (El bait el kabir) d'Ahmed Kamel Morsi
- Eroïca (Eroica) de Walter Kolm-Veltée
- Port étranger (Främmande hamn) de Hampe Faustman
- La Maison des étrangers (House of Strangers) de Joseph L. Mankiewicz
- Images d'Éthiopie de Jean Pichonnier et Paul Pichonnier
- Mensonge amoureux (L'amorosa menzogna) de Michelangelo Antonioni (court-métrage)
- Au-delà des grilles de René Clément
- Frontières oubliées (Lost Boundaries) d'Alfred L. Werker
- Les Aventures de Antar et Abla (Mughamarat Antar wa Abla) de Salah Abou Seif
- Sur le sol natal (Na svoji zemlji) de France Štiglic
- L'Obsédé (Obsession) d'Edward Dmytryk
- Occupe-toi d'Amélie de Claude Autant-Lara
- La Villageoise (Pueblerina) d'Emilio Fernández
- Rendez-vous de juillet de Jacques Becker
- Retour à la vie de Jean Dréville, Henri-Georges Clouzot, Georges Lampin, André Cayatte
- Riz amer (Riso amaro) de Giuseppe De Santis
- Sertão de Joao G. Martin
- Les Amants passionnés (The Passionate Friends) de David Lean
- La Reine des cartes (The Queen of Spades) de Thorold Dickinson
- Nous avons gagné ce soir (The Set-Up) de Robert Wise
- Le Troisième Homme (The Third Man) de Carol Reed
- Crépuscule (Without Honor) d'Irving Pichel

### Hors compétition
2 films sont présentés hors compétition :
- Passeport pour Pimlico (Passport to Pimlico) de Henry Cornelius
- Usine hydro-électroque de Lucendo

## Palmarès

### Longs métrages
- Grand Prix : Le Troisième Homme (The Third Man) de Carol Reed
- Prix de la mise en scène : René Clément pour Au-delà des grilles (Le mura di Malapaga)
- Prix d'interprétation féminine : Isa Miranda pour Au-delà des grilles (Le mura di Malapaga)
- Prix d'interprétation masculine : Edward G. Robinson pour La Maison des étrangers (House of Strangers)
- Prix du scénario : Alfred L. Werker pour Frontières oubliées (Lost Boundaries)
- Prix de la photographie : Milton R. Krasner pour Nous avons gagné ce soir (The Set-Up)
- Prix pour la partition musicale : La Villageoise (Pueblerina) d'Emilio Fernández
- Prix pour le décor : Occupe-toi d'Amélie de Claude Autant-Lara

### Courts métrages
- Prix pour la photographie : Pâturages (Bialy Redyk) de Stanislas Mzdzenski
- Prix pour le montage : Pacific 231 de Jean Mitry
- Prix pour le reportage filmé : L'Île aux phoques (Seal Island) de Walt Disney
- Prix pour le sujet : Astrid Henning-Jensen pour Palle seul au monde (Palle alene i verden)
- Prix pour la couleur : Images médiévales de William Novik